# 꽃순이를 아시나요
꽃순이를 아시나요는 1979년 공개된 대한민국의 영화이다.

## 배역
- 정윤희
- 김추련
- 하명중
- 김길호